# Greenfields (West-Australië)
Greenfields is een buitenwijk van de kuststad Mandurah in de regio Peel in West-Australië.

## Geschiedenis
In de jaren 1980 gebruikte een projectontwikkelaar voor een verkaveling de naam 'Greenfields Estate'. Op 7 december 1989 werd de naam Greenfields voor de hele buitenwijk geofficialiseerd. Voorheen heette ze Goegrup, 'East Mandurah' en 'Riverside Gardens'.

## Beschrijving
Greenfields maakt deel uit van het lokale bestuursgebied (LGA) City of Mandurah, waarvan Mandurah de hoofdplaats is.
'Country Roads', 'Norfolk Gardens', 'Riverside Gardens', 'Central Park', en verschillende wijken voor gepensioneerden maken er deel van uit.
Greenfields heeft een shoppingcentrum, drie basisscholen, twee secundaire scholen, enkele instellingen voor hoger onderwijs, enkele gemeenschapscentra en verscheidene sportfaciliteiten.
Tijdens de volkstelling van 2021 telde Greenfields 9.869 inwoners, tegenover 9.316 in 2006.

## Ligging
Greenfields ligt aan de van de Highway 1 deel uitmakende 'Mandurah Road', 70 kilometer ten zuidzuidwesten van de West-Australische hoofdstad Perth, 105 kilometer ten noorden van Bunbury en een paar kilometer ten oosten van het centrum van Mandurah.

## Klimaat
Greenfields kent een warm mediterraan klimaat, Csa volgens de klimaatclassificatie van Köppen.

## Externe link

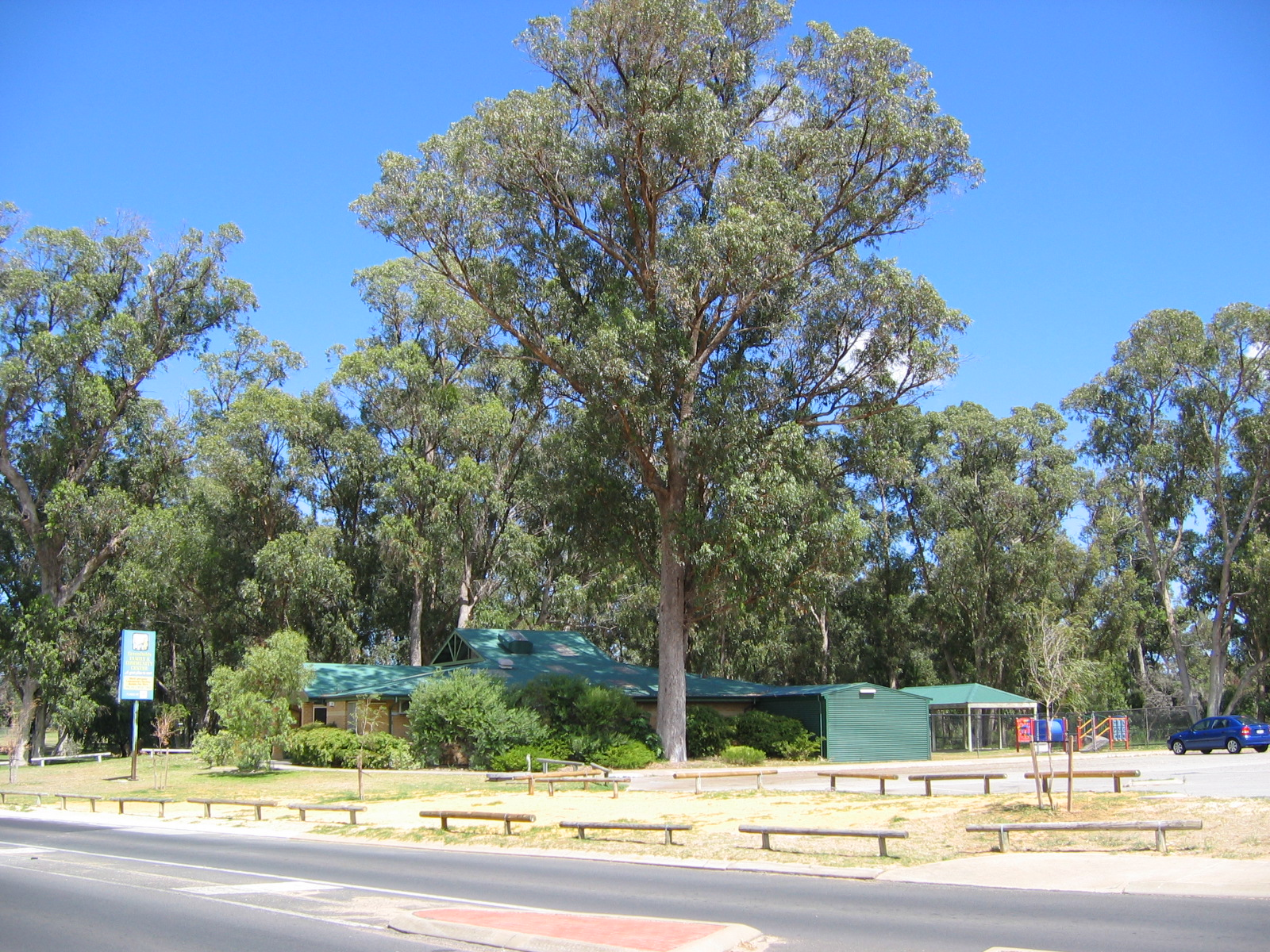
gemeenschaps-centrum
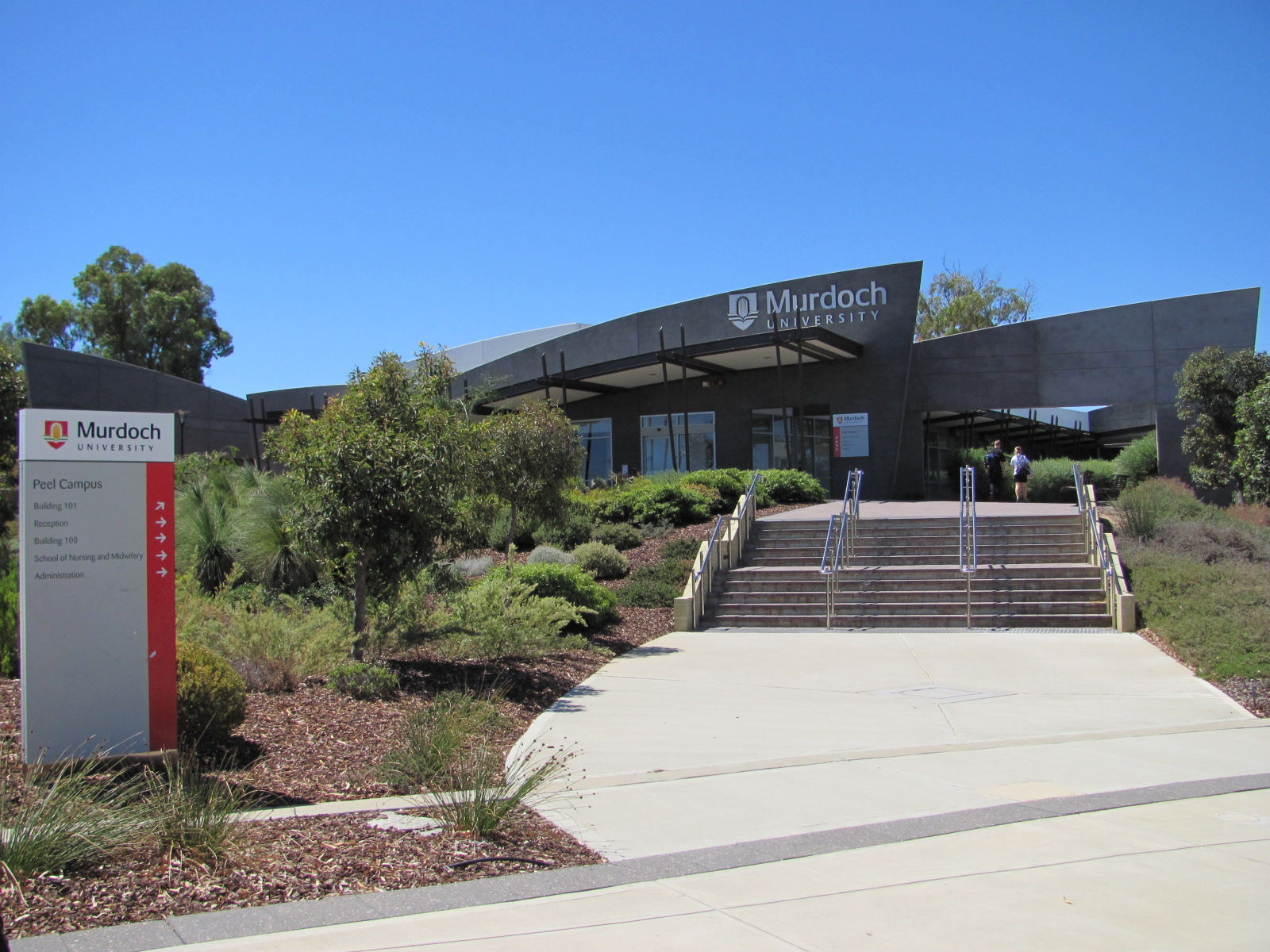
campus van de Murdoch University